# Akusztikus hőmérsékletmérés
Az akusztikus hőmérsékletmérés azon a fizikai tényen alapszik, hogy a hang sebessége a hőmérséklettel változik (levegőben és vízben a hőmérséklet négyzetgyökével).
Az ezen az elven működő műszer általában több hangforrásból és tőlük ismert távolságban lévő hangérzékelőből áll. A hang beérkezésének idejéből és a hang által megtett távolságból meghatározható a hang sebessége, a sebesség ismeretében pedig kiszámítható a hőmérséklet.

## Levegőben
A hang sebességének hőmérsékletfüggése levegőben:
{\displaystyle c={\sqrt {403T\left(1+0,32{\frac {e}{P}}\right)}}}
A fenti képlet átrendezésével a hőmérséklet levegőben:
{\displaystyle T={\frac {c^{2}}{403\left(1+0,32{\frac {e}{P}}\right)}}}
ahol
{\displaystyle T:} léghőmérséklet (kelvin)
{\displaystyle c:} hangsebesség (m/s)
{\displaystyle e:} a légköri pára parciális nyomása (millibar)
{\displaystyle P:} a légkör statikus nyomása (millibar)
Ha a légköri pára parciális nyomását elhanyagoljuk, a hangsebesség:
- 0 °C-on (273 K): 331,7 m/s;
- 10 °C-on (283 K): 337,7 m/s;
- 20 °C-on (293 K): 343,6 m/s.

## Tengervízben
A hangsebesség kiszámítására tengervízben több tapasztalati képlet ismeretes:
Leroy (1969):
{\displaystyle c_{\text{sós víz}}=1492,9+3(T-10)-0,006(T-10)^{2}-0,004(T-18)^{2}+1,2(S-35)-0,01(T-18)(S-35)+D/61}
Medwin (1975):
{\displaystyle c_{\text{sós víz}}=1449,2+4,6T-0,055T^{2}+0,0003T^{3}+1,39(S-35)+0,017D}
ahol
c: hangsebesség (m/s)
T: hőmérséklet [0...25] (°C)
S: sótartalom (PSU) (az elektromos vezetőképesség mérésével pontosan meghatározható - nagyságrendileg 30-35 közötti érték) [30...42]
D: vízmélység [0...1000] (m)
Szögletes zárójelben az értékeknél használható tartományok vannak feltüntetve.
A tengervízben 1 °C változás 3 m/s hangsebesség-változást okoz; 1 PSU változás 1,3 m/s sebességváltozást; és 100 m mélységváltozás körülbelül 1,7 m/s sebességváltozást (ez utóbbi a nyomás változása miatt). A hangsebesség a tengervízben növekszik a nyomással, hőmérséklettel és sótartalommal.
A Leroy-féle képletet a hőmérsékletre rendezve: 
{\displaystyle -0,01T^{2}+(3,614-0,01S)T+1,38S+0,01639D+1412,7-c=0}
A másodfokú egyenlet megoldóképlete alapján:
{\displaystyle T={\frac {-(3,614-0,01S)+{\sqrt {69,569+0,0001S^{2}-0,01708S+0,0006556D-0,04c}}}{-0,02}}}

## Alkalmazása
Akusztikus hőmérsékletmérést általában nagy távolságokból (tengerben 100 vagy akár 5000 kilométer) végeznek, így a kapott eredmény az adott távolságban lévő tengervíz átlagos hőmérsékletét adja meg. Ez az átlagolás kívánatos is nagy területek, például a Csendes-óceán hőmérsékletének mérésére, mert kiszűri a helyi zavarokat, ugyanakkor elég pontos eredményt ad.